# Goriška dlan
Goriška dlan je dobrodelna prireditev, ki jo organizira Goriška območna Karitas. Prireditev je jeseni v sredini meseca oktobra, dogaja se v Novi Gorici.
Zbrana sredstva so namenjena pomoči socialno ogroženim družinam na področju Goriške.
Na tej prireditvi je večkrat nastopil Gianni Rijavec. 

## Seznam prireditev
| Številka prireditve | Datum            | Slogan                       | Lokacija                                     | Vir           |
| ------------------- | ---------------- | ---------------------------- | -------------------------------------------- | ------------- |
| 1                   | 4. oktober 2013  |                              | Športna dvorana OŠ Milojke Štrukelj          | [ 2 ]         |
| 2                   | 10. oktober 2014 | Otroci nas potrebujejo       | Športna dvorana OŠ Milojke Štrukelj          | [ 3 ]         |
| 3                   | 9. oktober 2015  | Ostal sem sam                | Športna dvorana OŠ Milojke Štrukelj          |               |
| 4                   | 14. oktober 2016 | USMILJENI KAKOR OČE          | Športna dvorana OŠ Milojke Štrukelj          | [ 8 ]         |
| 5                   | 13. oktober 2017 | V OBJEMU LJUBEZNI            | Športna dvorana OŠ Milojke Štrukelj          | [ 9 ]         |
| 6                   | 12. oktober 2018 |                              | Športna dvorana OŠ Milojke Štrukelj          | [ 10 ]        |
| 7                   | 11. oktober 2019 | ISKRICA SRCA – OGENJ DOBROTE | Športna dvorana OŠ Milojke Štrukelj          | [ 11 ]        |
| 8                   | 16. oktober 2022 | Srce odpira dlan             | Novogoriška konkatedrala Kristusa Odrešenika | [ 12 ]        |
| 9                   | 15. oktober 2023 | KDO JE MOJ BLIŽNJI?          | Novogoriška konkatedrala Kristusa Odrešenika | [ 13 ]        |
| 10                  | 11. oktober 2024 | 10 let z roko v roki         | Športna dvorana OŠ Milojke Štrukelj          | [ 14 ] [ 15 ] |

## Povezave
- | noviglas.eu Goriška dlan 2013
- | druzina.si Goriška dlan 2017
- | samostan-kostanjevica.si Goriška dlan 2019
- | go-portal.si Dobrodelna prireditev Goriška dlan: ISKRICA SRCA – OGENJ DOBROTE
- | go-portal.si Goriška dlan 2022
- | svetagora.si Goriška dlan 2023